# Willibald Gatter
Willibald Gustav Gatter (12. prosince 1896, Kuřívody – 14. května 1973, Kirchheim unter Teck, Německo) byl německo-český inženýr a automobilový konstruktér, jehož firma Gatter vyráběla automobily od roku 1925 v Ústí nad Labem a později v Zákupech. Podle jeho plánů v této továrně vzniklo první „opravdové lidové auto“ (Volksauto či Volkswagen) – tedy automobil za cenu motocyklu, které přispělo k motorizaci nižších vrstev obyvatelstva severních Čech.

## Životopis

### Rodiče, vzdělání
Willibald Gatter se narodil 12. prosince 1896 jako nejstarší z osmi dětí strojního zámečníka Josefa Gattera (1854–1929) a jeho ženy Marie Eiseltové (1870–1941) v Kuřivodech (dnes část města Ralsko). Jeho otec dokázal ve své dílně vyrábět různá, zejména zemědělská zařízení a na Živnostenské, průmyslové a zemědělsko-lesnické výstavě v České Lípě roku 1890 získal bronzovou medaili a jedno první místo.
V rodné vsi navštěvoval základní školu, poté absolvoval třetí třídu měšťanky v Mimoni. Následovalo studium mechaniky na průmyslovce v Liberci, které ukončil maturitou 2. června 1915. Patřil k výtečným žákům.

### I. světová válka
Protože v té době již zuřila první světová válka, byl Gatter 26. června 1915 přidělen jako konstruktér do Škodových závodů v Plzni, kde se podílel na výrobě velkorážních kanónů. Tato děla pak při bojovém nasazení zkoušel na italské frontě. V červnu roku 1918 se zúčastnil ofenzívy rakousko-uherské armády na Piavě. Z války se Willibald Gatter vrátil do Kuřivod, kde pomáhal vést zámečnictví svých rodičů. V nedalekém Náhlově prováděl měření před plánovanou stavbou vodárny. V srpnu roku 1919, po červencovém návratu jeho bratra ze zajetí, pak odešel do nově vyhlášené Rakouské republiky, kde nastoupil ve svých 23 letech do firmy Austro-Daimler.

### Práce v Rakousku
Tento podnik se v té době pokoušel převést svou výrobu z válečné na civilní produkci zaměřenou na výrobu vylepšených předválečných modelů automobilů, protože mu jinak hrozil bankrot. Za tímto účelem najímal jeho generální ředitel Ferdinand Porsche schopné inženýry z oblasti bývalého Rakousko-Uherska. Právě s Porschem a Karlem Bettaquem konstruoval Gatter v letech 1921–22 „Sašu“, první poválečný sportovní závodní automobil pojmenovaný podle filmu „Pionýr Alexandr „Saša“ hrabě Kolovrat“. S tímto vozem pak jel Gatter svůj první automobilový závod. Počátkem dvacátých let dvacátého století vedl kurzy z oblasti strojírenství na Vysoké škole technické ve Vídni a obhajoval docenturu na téma „Motory, převody a řazení“. Zároveň v této době poprvé publikoval v odborných časopisech a přihlásil první patenty. Nakonec však od firmy Austro-Daimler odešel jak Porsche, tak i Gatter. Jejich technické zájmy se totiž nedaly skloubit se zájmy finančního ředitele závodu Camilla Castigliona orientovaného na osobní zisk. Proto z podniku odešel nejprve Porsche k Daimlerovi do Stuttgartu a roku 1925 jej opustil také Gatter, který odešel ke Georgi Schichtovi.

### Práce v Ústí n. L.
Ústecká společnost Georg Schicht A.G. (dnešní Setuza) zpracovávající mastné kyseliny v té době expandovala do jiných sektorů hospodářství, kde investovala své zisky z obchodu s mýdlem. Zajímavým odvětvím se zdála rychle se rozmáhající výroba automobilů, jejímž technickým vedoucím se stal právě Willibald Gatter. Pro návrh vozu mu byla dána dalekosáhlá volnost a příslib, že automobil ponese jeho jméno. Gatter se tak vrátil zpět do Kuřivod, kde navrhl cenově výhodné čtyřsedadlové auto, jehož první prototyp byl dokončen roku 1926 a jehož výroba měla začít roku 1929. Časopis „Motor-Kritik“ jej v tomto roce sice představil jako „Evropský vůz“, k jeho sériové výrobě však nemělo nikdy dojít. Oproti původní úmluvě totiž nyní trval továrník na značce automobilu „Schicht“ místo dohodnutého „Gatter“, s čímž se Willibald Gatter nesmířil a 12. dubna 1929 z továrny odešel.

### Zákupská továrnička

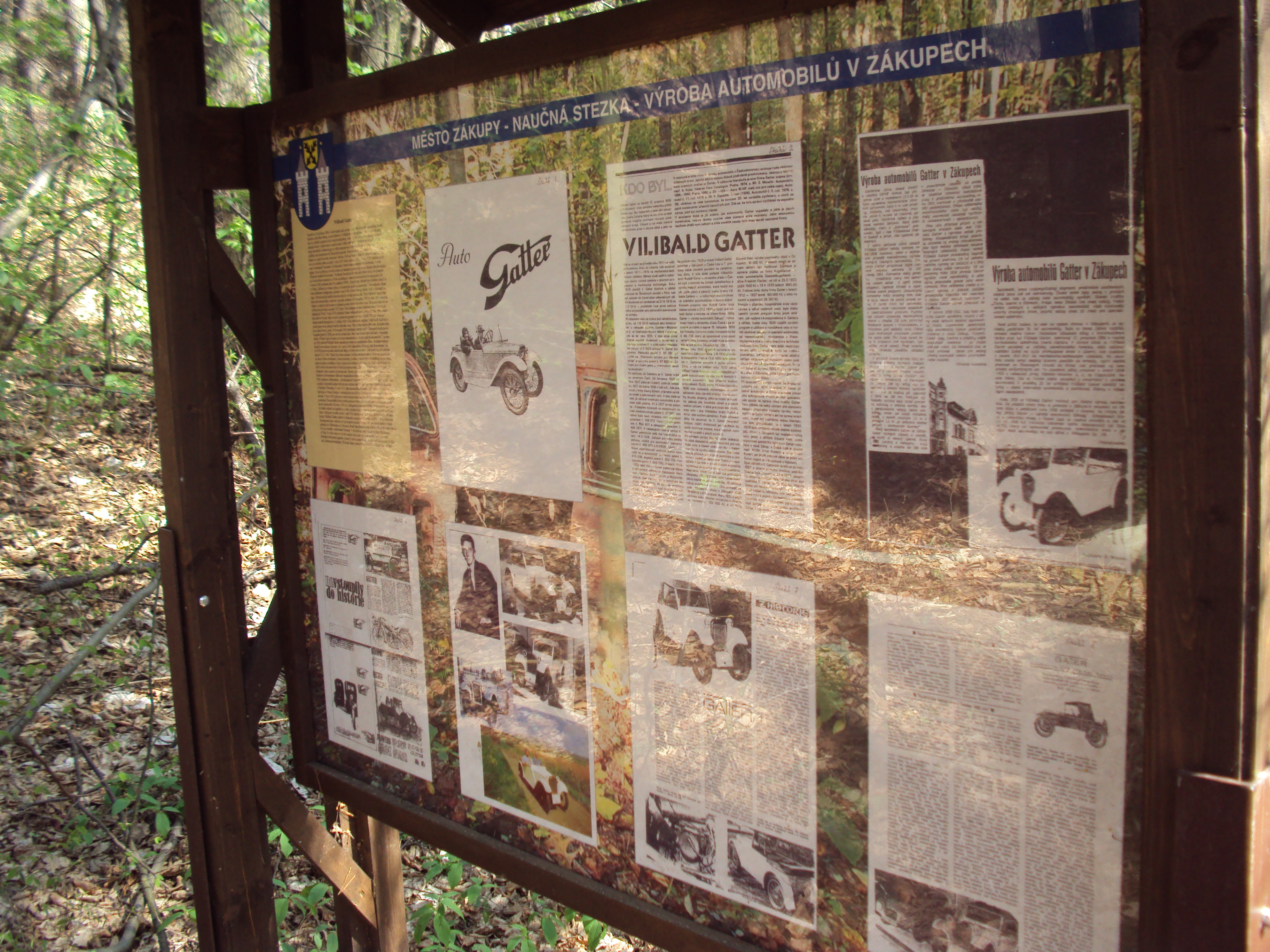
Připomínka Gattrerova snažení na naučné stezce Zákupy

Ve své práci na vozidle s veškerým běžným komfortem automobilu, ale se spotřebou, údržbou a cenou motocyklu dále pokračoval. Plány tohoto „Malého Gattera“ (Kleine Gatter) se na konci roku 1929 zdály natolik zdařilé, že se rozhodl pro jeho výrobu. Živnostenské oprávnění pro výrobu motorových vozidel získal 13. září 1930, čímž se zrodila Automobilka Gatter v Zákupech. Ta vyrobila mezi říjnem 1930 a červnem 1936 zhruba 40 malých vozů (podle jiných údajů až 500) nesoucích značku „Gatter“. Ty stály pouhých 12800 korun, což byla polovina ceny nejlevnějšího vozu střední třídy značky Škoda. Za úspěchem nevelké továrny stála kromě jednoduché a levné konstrukce také dobrá propagace a početné závodní úspěchy v horských závodech: například na Velké horské ceně Německa, na Cílové jízdě Schwarzwaldu i na Jízdě Krkonošemi a Jizerskými horami. Značka se prosadila zhruba v oblasti mezi městy Ústí nad Labem, Liberec a Praha.
Velká hospodářská krize zasáhla nejvíce právě Gatterovu cílovou skupinu obyvatel – tedy nižší a střední vrstvu. Po jistou dobu se závod držel při životě díky výrobě malých nákladních a dodávkových vozů a opravám vozů již provozovaným. V roce 1936 však již byla situace neudržitelná a automobilka byla zavřena.

### Nakonec v Německu
Willibald Gatter odešel do Německa, kde pracoval nejprve jako vedoucí oddělení lodních motorů firmy Gebrüder Sachsenwerk. Za druhé světové války až do roku 1943 byl pověřen vývojem a zkouškami přestavitelných vrtulí pro bojová letadla firem Junkers a Heinkel. Někdy v této době se oženil s Emilií Hoyler z města Kirchheim unter Teck v dnešním Bádensku-Württembersku. Po skončení války plánoval obnovení svých někdejších automobilových úspěchů a kolem roku 1956 postavil další cenově dostupný malý vůz. Pro nedostatek kapitálu však k jeho sériové výrobě nedošlo.

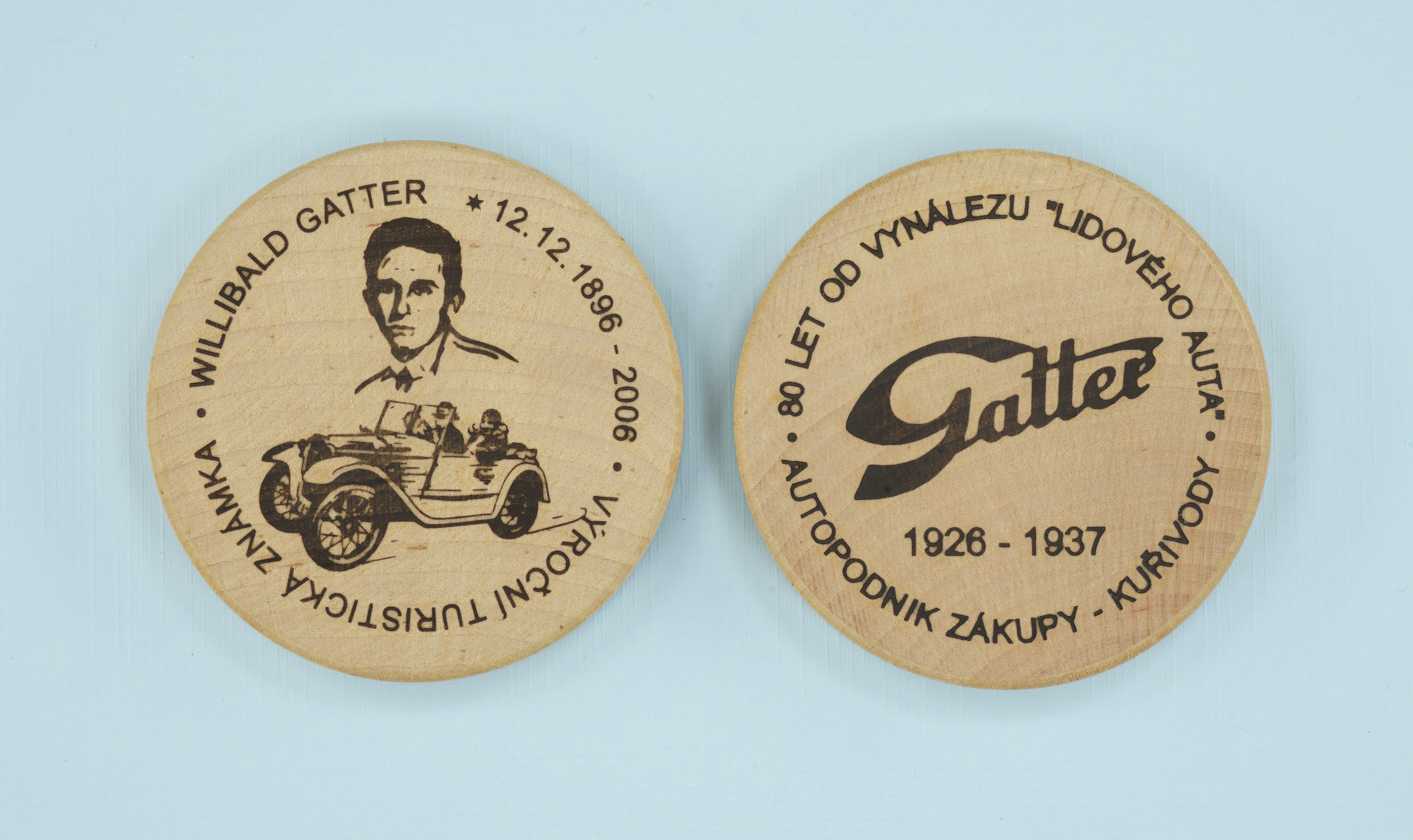
Willibald Gatter, 2006

Do Československa po válce jel, ale do rodných Kuřivod, po roce 1968 obsazených sovětskou armádou, nezavítal.